# Graciano Rocchigiani
Graciano Rocchigiani, detto Rocky (Duisburg, 29 dicembre 1963 – Belpasso, 1º ottobre 2018), è stato un pugile tedesco di origini italiane. Fu campione mondiale IBF dei Pesi supermedi e WBC dei mediomassimi.

## Biografia

### Carriera dilettantistica
Nel 1982, fra i dilettanti, fu campione tedesco dei pesi medi.

### Carriera professionistica
Esordì tra i professionisti l'anno successivo, battendo l'austriaco Esperno Postl per KO al 2º round.
Nel 1988 si aggiudicò il vacante titolo mondiale IBF  dei supermedi battendo per KO Vincent Boulware, difendendo poi per tre volte la cintura contro (Nicky Walker, Chris Reid e Thulani Malinga), prima di lasciarla vacante e passare nei mediomassimi.
Nella categoria superiore però, pur vincendo sempre, non riscosse risultati esaltanti, così ripassò nuovamente fra i supermedi, dove ebbe una chance mondiale per la WBO, ma venne sconfitto da Chris Eubank ai punti il 5 febbraio 1994.
Rocchigiani tornò allora a combattere tra i mediomassimi e nel 1995 sfidò il connazionale Henry Maske per il mondiale IBF; venne però sconfitto ai punti, conseguendo lo stesso risultato anche nella rivincita, disputata qualche mese più tardi.
Nella stessa categoria ottenne un'altra possibilità dalla WBO e nel 1996 affrontò per il titolo mondiale Dariusz Michalczewski, ma venne squalificato alla 7ª ripresa. Ritornò campione il 31 marzo 1998 quando sconfisse Michael Nunn ai punti nell'incontro per il vacante titolo WBC dei mediomassimi.
Fu destituito dopo poco dal titolo per non averlo rimesso in palio, su decisione dello stesso WBC. Ne conseguì una causa legale da cui Rocchigiani ottenne un risarcimento di $ 31 milioni.
L'incontro successivo fu la rivincita con Michalczewski, in cui Rocchigiani, due anni più tardi, venne atterrato al 10º round. Ad una vittoria ai punti con Willard Lewis seguì un lungo periodo di inattività.
Ritornò sul ring nel 2003 per sfidare Thomas Ulrich per il vacante mondiale WBC dei massimi leggeri. Rocchigiani venne sconfitto ai punti e confermò l'intenzione, espressa già prima dell'incontro, di ritirarsi.

### Dopo il definitivo ritiro
Nel 2006 è stato condannato a 5 mesi di reclusione per aver assalito un tassista.
Da alcuni anni viveva in Sicilia a Paternò (CT). Il 1º ottobre 2018 è morto all'età di 54 anni lungo la SS. 121 Catania-Paternò. L'ex boxeur, ubriaco dopo essere uscito da un bar, stava percorrendo a piedi la superstrada quando fu travolto da un'autovettura, perdendo la vita sul colpo.